# Hasanov stolp
Hasanov stolp ali Tour Hassan (arabsko صومعة حسان je minaret nepopolne mošeje v Rabatu v Maroku. Dal ga je zgraditi Abu Jusuf Jakub al-Mansur, tretji kalif Almohadskega kalifata, proti koncu 12. stoletja. Stolp naj bi bil največji minaret na svetu. Mošeja bi bila največja v zahodnem muslimanskem svetu. Ko je leta 1199 umrl, je minaret ostal na višini 44 metrov ostanki mošeje in sodobnega mavzoleja Mohameda V. tvorijo pomemben zgodovinski in turistični kompleks v Rabatu.

## Ime
Čeprav je stolp in mošejo naročil Abu Jusuf Jakub al-Mansur, je spomenik znan kot stolp Hasan ali mošeja al-Hassan. Kako je spomenik dobil to ime, ni znano, čeprav je uporaba imena izpričana že v 13. stoletju. Eden od predlogov je, da bi bilo to morda ime arhitekta, vendar to ni utemeljeno.

## Zgodovina
Pokrovitelj, ki je zgradil Hasanov stolp, je Jakub al-Mansur, vladar Almohadskega kalifata, berberskega muslimanskega imperija v Magrebu in Iberiji. Al-Mansur se je odločil zgraditi novo utrjeno kraljevo prestolnico, imenovano al-Mahdija ali Ribat al-Fath, na mestu, kjer je zdaj medina (staro mesto) Rabat, z novim obzidjem, ki se razteza čez obsežno območje onkraj stare kazbe. Ta projekt je vključeval tudi gradnjo ogromne mošeje za to prestolnico, katere minaret naj bi bil Hasanov stolp. Gradnja mošeje se je začela leta 1191, čeprav se včasih navaja tudi leto 1195 zaradi zgodovinskih poročil Mármola, ki trdi, da je bila izdelava Ribat al-Fatha namenjena počastitvi al-Mansurjeve zmage v bitki pri Alarcosu. (V vsakem primeru se domneva, da je bilo ime Ribat al-Fath izbrano po tej zmagi.)
Stolp, tako kot Giralda iz Sevilje v Al Andaluzu (sodobna Španija), je bil oblikovan po vzoru minareta mošeje Kutubija v Marakešu, vendar je nanj vplival tudi starodavni egipčanski aleksandrijski svetilnik zaradi svoje višine in načina vzpona, vrste klančin. Jakub al-Mansur je izvedel druga dela v Rabatu, predvsem gradnjo novega mestnega obzidja in vrat ter dodatke k Kazbi Udajev. Kljub vsemu temu delu in stroškom je prestolnica Almohadov ostala v Marakešu in ni bila nikoli dejansko premaknjena v Rabat.
Po smrti Jakuba al-Mansurja leta 1199 sta mošeja in nova prestolnica ostali nedokončani, njegovim naslednikom pa je primanjkovalo sredstev ali volje, da bi jo dokončali. Struktura je imela samo začetke sten in 348 stebrov. Čeprav obstajajo dokazi, da je bilo mošeji dodanih nekaj strešne kritine, preden so jo opustili, so skoraj ves material, ki bi ga lahko odnesli, sčasoma odstranili z mesta za ponovno uporabo pri gradnji drugje. Poleg tega, da je bila mošeja nepopolna, je utrpela nekaj škode v lizbonskem potresu leta 1755.
V 20. stoletju so kolonialni francoski in maroški arheologi izkopali najdišče in skrbno rekonstruirali tisto, kar je ostalo. V 1960-ih je bilo mesto ruševin mošeje spremenjeno za gradnjo mavzoleja Mohameda V. na njegovem jugovzhodnem vogalu, poleg moderne mošeje in drugega paviljona, ki zavzemata preostali del južne strani kompleksa. Sodobni mavzolej in mošejo je zasnoval vietnamski arhitekt Cong Vo Toan in je bila dokončana leta 1971. Stolp in mesto mošeje je bilo 1. julija 1995 dodano na Unescov poskusni seznam svetovne dediščine v kategoriji Kultura. Leta 2012 je dobil status svetovne dediščine kot del večjega območja, ki obsega zgodovinski Rabat.

## Oblikovanje

### Mošeja
Mošeja je strateško postavljena na visokem južnem bregu reke Bu Regreg, da bi zagotovila mogočno predstavo, vidno kilometre naokoli. Ker je bilo okoliško območje v času gradnje predmestno in ni bilo prebivalcev, ki bi redno napolnjevali mošejo, so zgodovinarji verjeli, da je bila namenjena služenju almohadskim četam, ki so se tukaj zbrale, preden so se odpravile na pohode, in morda celo služila dvojni dolžnosti tako kot kraj čaščenja kot trdnjava.
Skupne dimenzije mošeje so bile za tisti čas ogromne: 183 × 139 metrov. Če bi bila dokončana, bi bila to največja mošeja v zahodnem delu islamskega sveta, večja celo od Velike mošeje v Cordobi. Obod mošeje je bil dodatno ograjen z drugim zidom, ki je stal približno 50 metrov oddaljen od same mošeje z vseh strani, razen na severni strani, kjer je stal več kot 100 metrov daleč.
Stene mošeje so bile izdelane iz apnenega betona na vrhu lomljenega kamna. Notranjost mošeje je bila hipostilnega formata in je bila z vrstami stebrov razdeljena na 21 prehodov, ki so potekali pravokotno na steno kible (južna/jugovzhodna stena v smeri molitve). Najbolj osrednji prehod in dva prehoda vzdolž skrajnih strani so bili širši od drugih. Predvsem mošeja je dobila cilindrične kamnite stebre namesto opečnih stebrov, ki jih pogosteje vidimo v almohadski arhitekturi. Ti stebri naj bi bili oblikovani iz bobnov različnih višin, zamisel, ki je, čeprav je bila takrat inovativna, znatno upočasnila gradnjo in prispevala k nedokončanosti mošeje. Učenjak Christian Ewert je špekuliral, da je bila nova prestolnica in njena mošeja mišljena kot postajališče za vojake, ki so šli v Al Andaluz, da je bila nekaj motivacije za to nenavadno oblikovno značilnost morda želja po spominjanju stebrov Velike mošeje v Cordobi, najbolj slavne mošeje v Al Andaluzu.
Načrt je prvotno vključeval tri majhna notranja dvorišča, eno zadaj, vzporedno s steno kible, drugi dve pa na obeh straneh molitvene dvorane, kar je omogočalo dotok dnevne svetlobe in svežega zraka skozi arkade. To je bila še ena nenavadna značilnost, saj je imela večina mošej samo eno glavno dvorišče, vendar je bila motivacija za to zasnovo verjetno posledica velikosti mošeje in potrebe po vnosu več svetlobe v njeno izjemno veliko notranjost.

### Stolp (minaret)
Stolp je narejen iz peščenjaka, ki je skozi stoletja postopoma obarval rdeče oker. Ima kvadraten tloris kot drugi minareti v regiji, s stranico 16 metrov. Trenutna stavba je visoka 44 m, vendar je bila njena predvidena višina – na podlagi poznavanja pravilnih razmerij drugih almohadskih minaretov – vsaj 64 m, morda 80 m do vrha njenega drugega nivoja (manjšega lanternega stolpa, ki običajno pokriva minarete) in zaključka. S tem bi bil nekoliko višji od prvotne Giralde v Sevilji. Namesto po stopnicah se na stolp vzpenja po klančinah, ki bi mujezinu omogočile, da jezdi na konju do vrha in izda klic k molitvi. V središču vsakega od šestih nadstropij je obokana komora, obdana z rampami in osvetljena z okni v obliki podkve, nameščenimi na straneh stolpa. Njegova zunanjost je okrašena s ploščami z vzorcem sebka, pa tudi s pilastri in kapiteli, izklesanimi iz istega peščenjaka kot sam stolp, čeprav danes ohranja tudi en marmornat kapitel iz Andaluzijske spolije.